# Ari (futebolista)
Ariclenes da Silva Ferreira, mais conhecido como Ari (Fortaleza, 8 de dezembro de 1985), é um futebolista brasileiro que atua como atacante. Atualmente está no Atlético Cearense, clube do qual também é arrendatário desde 2017.

## Carreira
Começou a carreira no Fortaleza, depois se transferiu para a Suécia, para jogar no Kalmar FF. Depois de duas temporadas chegou ao AZ Alkmaar em 2007, sendo um importante jogador no título do AZ na temporada 2008-2009. Com a falência do banco DSB Bank que patrocinava o clube holandês, o AZ Alkmaar vendeu quase todo o elenco, inclusive Ariclenes, que acabou se transferindo para o Spartak Moscou.
Pelo Spartak, atuou três anos, em 2010 e 2013.
Em 2018, diante das boas atuações no futebol russo, naturalizou-se russo e foi convocado pela seleção daquele país. Ari tornou-se o primeiro negro a vestir a camisa da seleção da Rússia, ao disputar um amistoso contra a Alemanha em 15 de novembro do mesmo ano.
Em fevereiro de 2022, voltou ao Brasil, para atuar no Atlético Cearense, clube do qual é investidor.

## Títulos
Fortaleza
- Campeonato Cearense: 2005

AZ Alkmaar
- Campeonato Holandês: 2008–09
- Supercopa dos Países Baixos: 2009–10

Lokomotiv Moscou
- Copa da Rússia: 2016–17
- Campeonato Russo: 2017–18

## Artilharias
Kalmar FF
- Campeonato Sueco: 2006 – 15 gols